# ملهكبود سفلي (مقاطعة دلفان)
ملهكبود سفلي (بالفارسية: مله‌کبود سفلی) هي قرية تقع في قسم كاكاوند الشرقي الريفي (مقاطعة دلفان) في إيران. يقدر عدد سكانها بـ 45 نسمة .